# 1605年3月教宗選舉秘密會議
1605年3月教宗選舉秘密會議是樞機團在教宗克勉八世離世後召開的教宗選舉秘密會議。亞歷山大·屋大維·德·麥地奇樞機最後當選成為教宗良十一世。這次選舉秘密會議亦是1605年兩次秘密會議中的第一次。西班牙國王腓力三世在秘密會議舉行期間動用否決權禁止凱撒·巴龍紐斯樞機以及最終當選教宗的麥地奇樞機出任教宗。巴龍紐斯樞機是否應被選為新教宗的爭議和前述的否決事件成為了這場秘密會議的主要話題。良十一世當選教宗26天後在1605年4月27日去世，樞機團及後在同年5月舉行秘密會議選出良十一世的繼任人。

## 背景
法蘭西國王亨利四世為了保護法蘭西王國而改信天主教。1595年9月17日，克勉八世決定接納他成為天主教徒並主持了一場教宗赦罪禮。亨利四世因為改信天主教而獲克勉八世撤銷思道五世對其絕罰的命令。西班牙陣營先前反對教宗將亨利四世赦罪，但是法蘭西的談判人員表示西班牙陣營這樣做可能會導致教會分裂。與此同時，亨利四世在法蘭西宗教戰爭中勝出。西班牙陣營因此不再反對克勉八世將他赦罪。
亨利四世的情婦加布里耶勒·德·埃斯特雷死後，克勉八世成立一個負責宣佈亨利四世和瓦盧瓦的瑪格麗特婚姻無效的委員會。克勉八世亦協助亨利四世與瑪麗·德·麥地奇結婚。這場婚姻確保了法蘭西的王位繼承人都會是天主教徒。
克勉八世亦將西班牙樞機在樞機團的影響減低。他擢升了5位來自法蘭西的新樞機，而意大利的新樞機被視為立場中立。教宗希望法蘭西各樞機可在羅馬居住，從而參與管理教會。亨利四世於是命令3名法蘭西的樞機前往羅馬，他們在克勉八世1605年3月3日去世的時候仍身在該地。
教宗選舉秘密會議除了受到世俗政體的影響之外，各上流家族在這個時期亦將選舉秘密會議視作獲得聲望和權力的場合。這些家族幾代的成員會透過贊助和累積財富而令他們的家族成員在選舉秘密會議裡當選教宗。當某家族成員當選教宗，夏伯嘉相信該新教宗會因此給予其他家族成員各種好處。
當克勉八世去世的時候，耶穌會和道明會尚未解決有關聖寵和自由意志的性質爭議。參與選舉秘密會議的各樞機發誓指自己一旦當選教宗的話會盡快將其解決。

## 樞機選舉人
教宗尼各老二世於1059年規定只有主教級樞機、司鐸級樞機和執事級樞機才有資格選出新教宗。1586年，思道五世下令將樞機團的人數上限定為70人。樞機團在克勉八世去世時共有69名成員，但是只有60人在這次選舉秘密會議開始的時候到場。選出新教宗良十一世的那一次投票則有61人參與。
當這次選舉秘密會議開始的時候，樞機團內的選舉人各自在庇護四世、思道五世、額我略十三世、額我略十四世、諾森九世和克勉八世6位教宗在位的時候獲擢升為樞機。由克勉八世冊封的38位樞機在樞機團所有成員裡佔多數。思道五世、額我略十四世和額我略十三世擢升的樞機中分別有11位、5位和4位參與這次選舉秘密會議。至於庇護四世和諾森九世冊立的則各自有一位樞機參與。
克勉八世的姪子樞機伯多祿·阿爾多布蘭迪尼除了是一名樞機選舉人之外，他亦控制着樞機團內最大陣營。克勉八世擢升的38位樞機中有22人追隨他。思道五世姪孫亞歷山大·帕拉蒂·迪·蒙塔爾托帶領着一個8人的陣營。有13位樞機隸屬西班牙陣營，蒙塔爾托陣營後來跟西班牙陣營合作。除了上述陣營外，樞機團內另外8名選舉人組成了法蘭西陣營。

### 出席的樞機選舉人
| 姓名                                           | 所屬國家/地區    | 級別       | 於羅馬的領銜職務                    | 冊封樞機日期   | 冊封者       | 備註                                                                                 |
| ---------------------------------------------- | ---------------- | ---------- | ----------------------------------- | -------------- | ------------ | ------------------------------------------------------------------------------------ |
| 托洛梅奧·加利奧                                | 切爾諾比奧       | 主教級樞機 | 奧斯蒂亞及韋萊特里 羅馬城郊教區主教 | 1565年3月12日  | 庇護四世     | 樞機團團長                                                                           |
| 亞歷山大·屋大維·德·麥地奇                      | 佛羅倫斯         | 主教級樞機 | 帕萊斯特里納羅馬城郊教區主教        | 1583年12月12日 | 額我略十三世 | 在這次選舉秘密會議中當選成為教宗良十一世                                             |
| 方濟各·德·若約塞                               | 法蘭西           | 主教級樞機 | 薩比娜羅馬城郊教區主教              | 1583年12月12日 | 額我略十三世 | 魯昂總教區總主教、6年後出任樞機團團長                                                |
| 道明·皮內利                                    | 熱那亞           | 主教級樞機 | 弗拉斯卡蒂羅馬城郊教區主教          | 1585年12月18日 | 思道五世     | 同年6月升任樞機團副團長並在1607年接任團長一職                                        |
| 葉理諾·貝爾內爾約                              | 摩德納           | 主教級樞機 | 阿爾巴諾羅馬城郊教區主教            | 1586年11月16日 | 思道五世     | 道明會會士                                                                           |
| 若望·帕洛塔                                    | 卡爾達羅拉       | 司鐸級樞機 | 盧奇娜的聖老楞佐堂區司鐸            | 1587年12月18日 | 思道五世     | 首席司鐸                                                                             |
| 奧斯定·瓦列爾                                  | 威尼斯           | 司鐸級樞機 | 聖馬爾谷堂區司鐸                    | 1583年12月12日 | 額我略十三世 | 維羅納教區主教                                                                       |
| 安多尼·瑪利亞·加利                             | 奧西莫           | 司鐸級樞機 | 聖巴西德堂區司鐸                    | 1586年11月16日 | 思道五世     | 奧西莫教區主教、10年後出任樞機團團長                                                 |
| 本篤·朱斯蒂尼亞尼                              | 熱那亞共和國     | 司鐸級樞機 | 聖普利斯加堂區司鐸                  | 1586年11月16日 | 思道五世     |                                                                                      |
| 安多尼·瑪利亞·紹利                             | 熱那亞           | 司鐸級樞機 | 越台伯河的聖母堂區司鐸              | 1587年12月18日 | 思道五世     | 15年後接任樞機團團長                                                                 |
| 費德廉·博爾羅梅奧                              | 米蘭             | 司鐸級樞機 | 天使與殉教者聖母堂區司鐸            | 1587年12月18日 | 思道五世     | 米蘭總教區總主教                                                                     |
| 方濟各·瑪利亞·波旁·德爾·蒙特                   | 威尼斯           | 司鐸級樞機 | 天壇聖母堂區司鐸                    | 1588年12月14日 | 思道五世     | 後來成為樞機團團長                                                                   |
| 瑪利亞諾·皮耶爾貝內代蒂                        | 卡梅里諾         | 司鐸級樞機 | 聖瑪策林及聖伯多祿堂區司鐸          | 1589年12月20日 | 思道五世     |                                                                                      |
| 額我略·佩特羅基尼                              | 蒙泰爾帕羅       | 司鐸級樞機 | 聖奧斯定堂區司鐸                    | 1589年12月20日 | 思道五世     | 聖奧斯定隱修會會士                                                                   |
| 保祿·埃米廖·斯豐德拉蒂                         | 米蘭             | 司鐸級樞機 | 聖則濟利亞堂區司鐸                  | 1590年12月19日 | 額我略十四世 | 額我略十四世的姪子                                                                   |
| 屋大維·帕拉維奇尼                              | 羅馬             | 司鐸級樞機 | 聖波尼法爵及聖亞肋塞堂區司鐸        | 1591年3月6日   | 額我略十四世 |                                                                                      |
| 屋大維·阿夸維瓦·迪·阿拉貢納                    | 拿坡里           | 司鐸級樞機 | 聖若望及保祿堂區司鐸                | 1591年3月6日   | 額我略十四世 |                                                                                      |
| 弗拉馬尼奧·皮亞蒂                              | 米蘭/圖爾比戈    | 司鐸級樞機 | 聖母平安堂區司鐸                    | 1591年3月6日   | 額我略十四世 |                                                                                      |
| 若望·安多尼·法基內蒂·德·努切                   | 波隆那           | 司鐸級樞機 | 四殉道堂區司鐸                      | 1591年12月18日 | 諾森九世     |                                                                                      |
| 伯多祿·阿爾多布蘭迪尼                          | 羅馬             | 司鐸級樞機 | 聖龐加爵堂區司鐸                    | 1593年9月17日  | 克勉八世     | 總務樞機、 克勉八世的姪子                                                            |
| 方濟各·瑪利亞·塔魯吉                           | 蒙特普尔恰诺     | 司鐸級樞機 | 神廟遺址聖母堂區司鐸                | 1596年6月5日   | 克勉八世     | 祈禱會所會士、 錫耶納總教區總主教                                                    |
| 屋大維·班迪尼                                  | 佛羅倫斯         | 司鐸級樞機 | 聖撒比納堂區司鐸                    | 1596年6月5日   | 克勉八世     | 費爾莫總教區總主教、1626年成為樞機團團長                                             |
| 阿納·迪·厄斯卡爾·德·吉夫里                     | 巴黎             | 司鐸級樞機 | 戴克里先浴場聖女蘇撒納堂區司鐸      | 1596年6月5日   | 克勉八世     | 本篤會會士                                                                           |
| 若望·方濟各·比安德拉泰· 迪·聖喬治·阿爾多布蘭迪尼 | 卡薩萊蒙費拉托   | 司鐸級樞機 | 拉特朗聖克勉堂區司鐸                | 1596年6月5日   | 克勉八世     | 法恩扎教區主教                                                                       |
| 加彌祿·波格賽                                  | 羅馬             | 司鐸級樞機 | 聖基所恭堂區司鐸                    | 1596年6月5日   | 克勉八世     | 羅馬教區代理主教、羅馬及普世宗教裁判最高聖部部長、未來的教宗保祿五世                 |
| 凱撒·巴龍紐斯                                  | 索拉             | 司鐸級樞機 | 聖聶勒和聖亞基略堂區司鐸            | 1596年6月5日   | 克勉八世     | 祈禱會所會士                                                                         |
| 老楞佐·比安凱蒂                                | 波隆那           | 司鐸級樞機 | 麪包火腿聖老楞佐堂區司鐸            | 1596年6月5日   | 克勉八世     |                                                                                      |
| 方濟各·德·阿比拉·伊·克斯曼                     | 西班牙           | 司鐸級樞機 | 耶路撒冷聖十字堂區司鐸              | 1596年6月5日   | 克勉八世     | 西班牙代言樞機                                                                       |
| 方濟各·曼蒂卡                                  | 文佐內           | 司鐸級樞機 | 聖多默堂區司鐸                      | 1596年6月5日   | 克勉八世     |                                                                                      |
| 波姆佩奧·阿爾里貢尼                            | 羅馬             | 司鐸級樞機 | 聖女巴比諾堂區司鐸                  | 1596年6月5日   | 克勉八世     |                                                                                      |
| 博義·貝維拉夸·阿爾多布蘭迪尼                   | 費拉拉           | 司鐸級樞機 | 聖亞納大西亞堂區司鐸                | 1599年3月3日   | 克勉八世     | 切爾維亞教區主教、 駐佩魯賈和翁布里亞大使                                            |
| 阿爾豐索·維斯孔蒂                              | 米蘭             | 司鐸級樞機 | 舊聖西斯汀堂區司鐸                  | 1599年3月3日   | 克勉八世     | 斯波萊托教區主教                                                                     |
| 道明·托斯基                                    | 卡斯泰拉拉諾     | 司鐸級樞機 | 聖安飛堂區司鐸                      | 1599年3月3日   | 克勉八世     | 蒂沃利教區主教                                                                       |
| 保祿·埃米廖·扎基亞                             | 韋扎諾堡         | 司鐸級樞機 | 聖瑪策祿堂區司鐸                    | 1599年3月3日   | 克勉八世     | 特利騰大公會議部部長                                                                 |
| 羅伯·白敏                                      | 蒙特普尔恰诺     | 司鐸級樞機 | 大道聖母堂區司鐸                    | 1599年3月3日   | 克勉八世     | 卡普阿總教區總主教、 耶穌會會士、1930年獲教宗庇護十一世封聖並在1年後獲冊封為教會聖師 |
| 方濟各·迪厄斯庫布洛· 德·蘇爾迪斯               | 法蘭西           | 司鐸級樞機 | 十二宗徒堂區司鐸                    | 1599年3月3日   | 克勉八世     | 波爾多總教區總主教                                                                   |
| 方濟各·塞拉夫· 馮·迪特里希施泰因               | 西班牙           | 司鐸級樞機 | 頭顱聖髑聖思維堂區司鐸              | 1599年3月3日   | 克勉八世     | 奧洛穆茨總教區總主教                                                                 |
| 色辣芬·奧利維耶爾-拉扎利                       | 里昂             | 司鐸級樞機 | 月桂神聖救世主堂區司鐸              | 1604年6月9日   | 克勉八世     | 前拉丁禮亞歷山大宗主教                                                               |
| 斐理伯·斯平內利                                | 拿坡里           | 司鐸級樞機 | 島上聖巴爾多祿茂堂區司鐸            | 1604年6月9日   | 克勉八世     | 波利卡斯特羅教區主教                                                                 |
| 嘉祿·孔蒂                                      | 羅馬             | 司鐸級樞機 | （無）                              | 1604年6月9日   | 克勉八世     | 安科納教區主教                                                                       |
| 嘉祿·高登雪·馬德魯佐                           | 瓦萊達奧斯塔大區 | 司鐸級樞機 | （無）                              | 1604年6月9日   | 克勉八世     | 特伦托采邑主教区主教                                                                 |
| 雅各伯·達味·迪·普爾埃龍                        | 法蘭西           | 司鐸級樞機 | 聖依搦斯蒙難堂區司鐸                | 1604年6月9日   | 克勉八世     | 埃夫勒教區主教                                                                       |
| 諾森·德爾·布法洛-坎切列里                      | 羅馬             | 司鐸級樞機 | 聖多默堂區司鐸                      | 1604年6月9日   | 克勉八世     | 卡美日諾教區主教                                                                     |
| 若望·德爾菲諾                                  | 威尼斯           | 司鐸級樞機 | 梅魯拉納聖瑪竇堂區司鐸              | 1604年6月9日   | 克勉八世     | 未來的樞機團財務總管                                                                 |
| 雅各伯·薩內肖                                  | 貝爾福爾泰       | 司鐸級樞機 | 聖斯德望圓形堂區司鐸                | 1604年6月9日   | 克勉八世     | 未來的樞機團財務總管                                                                 |
| 埃爾米尼奧·瓦倫蒂                              | 特雷維           | 司鐸級樞機 | 過橋聖母堂區司鐸                    | 1604年6月9日   | 克勉八世     |                                                                                      |
| 葉理諾·阿古基                                  | 波隆那           | 司鐸級樞機 | 聖伯多祿鎖鏈堂區司鐸                | 1604年6月9日   | 克勉八世     |                                                                                      |
| 葉理諾·潘菲利                                  | 羅馬             | 司鐸級樞機 | 權戒聖巴拉削堂區司鐸                | 1604年6月9日   | 克勉八世     |                                                                                      |
| 威田南·塔韋爾納                                | 米蘭             | 司鐸級樞機 | 聖歐瑟伯堂區司鐸                    | 1604年6月9日   | 克勉八世     |                                                                                      |
| 安色莫·馬爾扎托                                | 莫諾波利         | 司鐸級樞機 | 金山聖伯多祿堂區司鐸                | 1604年6月9日   | 克勉八世     | 方濟嘉布遣會會士                                                                     |
| 方濟各·斯福爾扎                                | 帕爾馬           | 執事級樞機 | 拉塔路聖母執事區執事                | 1583年12月12日 | 額我略十三世 | 首席助祭                                                                             |
| 亞歷山大·帕拉蒂·迪·蒙塔爾托                    | 蒙塔爾托         | 執事級樞機 | 達甦的聖老楞佐執事區執事            | 1585年5月13日  | 思道五世     | 思道五世的姪孫                                                                       |
| 沃多阿爾多·法爾內塞                            | 帕爾馬           | 執事級樞機 | 聖歐大邱執事區執事                  | 1591年3月6日   | 額我略十四世 | 後來成為首席助祭                                                                     |
| 欽齊奧·帕塞里·阿爾多布蘭迪尼                   | 塞尼加利亞       | 執事級樞機 | 維拉布洛聖喬治執事區執事              | 1593年9月17日  | 克勉八世     | 克勉八世的姪子                                                                       |
| 巴爾多祿茂·切西                                | 羅馬             | 執事級樞機 | 屋大薇門廊聖母執事區執事            | 1596年6月5日   | 克勉八世     | 未來的首席司鐸                                                                       |
| 安德肋·帕拉蒂·蒙塔爾托男爵                     | 蒙塔爾托         | 執事級樞機 | 魚市場的聖安傑洛執事區執事          | 1596年6月5日   | 克勉八世     | 思道五世的表弟                                                                       |
| 亞歷山大·迪·埃斯泰                             | 費拉拉           | 執事級樞機 | 新聖母執事區執事                    | 1599年3月3日   | 克勉八世     |                                                                                      |
| 若望·德蒂                                      | 費拉拉           | 執事級樞機 | 希臘聖母執事區執事                  | 1599年3月3日   | 克勉八世     | 1629年出任樞機團團長                                                                 |
| 思維·阿爾多布蘭迪尼                            | 羅馬             | 執事級樞機 | 皇宮的聖凱撒利亞執事區執事          | 1603年9月17日  | 克勉八世     | 耶路撒冷聖若望醫院騎士團 成員                                                        |
| 若望·多里亞                                    | 熱那亞           | 執事級樞機 | （無）                              | 1604年6月9日   | 克勉八世     |                                                                                      |
| 嘉祿·厄瑪奴耳·皮奧                             | 費拉拉           | 執事級樞機 | 聖尼各老監獄執事區執事              | 1604年6月9日   | 克勉八世     | 未來的首席助祭、首席司鐸、樞機團副團長和團長                                         |

### 缺席的樞機選舉人
| 姓名                            | 所屬國家/地區 | 級別       | 於羅馬的領銜職務           | 冊封樞機日期   | 冊封者   | 備註                                   |
| ------------------------------- | ------------- | ---------- | -------------------------- | -------------- | -------- | -------------------------------------- |
| 阿斯卡尼奧·科隆納               | 拿坡里/威尼斯 | 司鐸級樞機 | 聖普正珍堂區司鐸           | 1586年11月16日 | 思道五世 | 馬爾他騎士團 威尼斯修會會長            |
| 伯多祿·德·貢蒂                  | 法蘭西        | 司鐸級樞機 | 頭顱聖髑聖思維堂區司鐸     | 1587年12月18日 | 思道五世 |                                        |
| 威田南·尼尼奧·德·格瓦拉         | 西班牙        | 司鐸級樞機 | 山上聖思維及瑪爾定堂區司鐸 | 1596年6月5日   | 克勉八世 | 塞維亞總教區總主教                     |
| 伯爾納鐸·德· 桑多瓦爾·伊·羅哈斯 | 西班牙        | 司鐸級樞機 | 聖亞納大西亞堂區司鐸       | 1599年3月3日   | 克勉八世 | 托萊多總教區總主教                     |
| 道明·金納西                     | 博洛涅塞堡    | 司鐸級樞機 | 聖龐加爵堂區司鐸           | 1604年6月9日   | 克勉八世 | 曼弗雷多尼亞總教區總主教、駐西班牙大使 |
| 安多尼·薩帕塔·伊·西斯內羅斯     | 西班牙        | 司鐸級樞機 | （無）                     | 1604年6月9日   | 克勉八世 |                                        |
| 伯爾納鐸·馬切約夫斯基           | 波蘭          | 司鐸級樞機 | 拉丁門前聖若望堂區司鐸     | 1604年6月9日   | 克勉八世 | 克拉科夫教區主教                       |
| 查理三世·德·洛林-沃代蒙         | 南錫          | 執事級樞機 | 哥德的聖亞加大執事區執事   | 1589年12月20日 | 思道五世 | 梅斯教區主教                           |

## 選舉過程

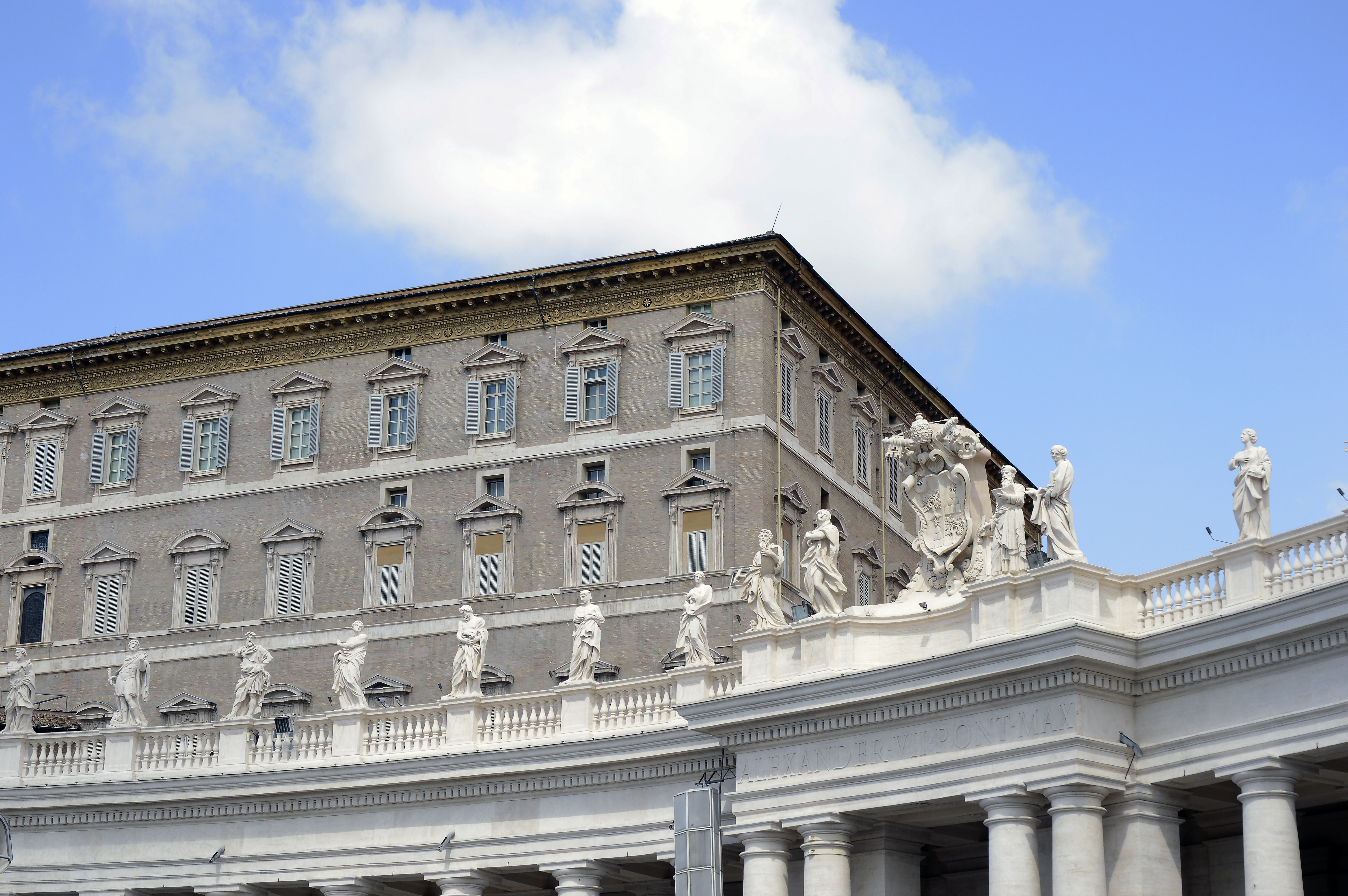
這次選舉秘密會議在教宗國宗座宮舉行。

選舉秘密會議舉行期間所發出的資料表示樞機團認為有最多21位「潛在教宗」，但是樞機團在秘密會議期間只認真討論過凱撒·巴龍紐斯和亞歷山大·屋大維·德·麥地奇兩人是否能夠接任教宗。法蘭西均支持他們二人出任教宗，但西班牙方面則持反對立場。巴龍紐斯亦是一位受歡迎的候選人。雖然教宗額我略十四世下令禁止進行有關教宗選舉秘密會議的賭博活動，但一些賭博業者則無視禁令並繼續從事有關秘密會議的賭博工作。根據這些賭博業人士，巴龍紐斯當選教宗的賠率是10賠100。樞機團在3月15日進行首輪投票（稱為「審查」），巴龍紐斯獲得了23張支持票。佛雷德利·保加拿（Frederic Baumgartner）認為這是一個好的現象，因為很多樞機都基於與巴龍紐斯的朋友關係而在首輪投票中投下支持他接任教宗的票。法蘭西方面亦贊同巴龍紐斯成為新教宗，法蘭西的樞機亦同樣支持他。除此之外，巴龍紐斯也是教宗克勉八世姪子伯多祿·阿爾多布蘭迪尼的首選。
阿爾多布蘭迪尼透過方濟各·德·若約塞而跟法蘭西政府達成一份協議，於是他需要放棄支持安多尼·瑪利亞·加利。此外，阿爾多布蘭迪尼亦要求法蘭西政府放棄支持葉理諾·貝爾內爾約和亞歷山大·帕拉蒂·迪·蒙塔爾托。最後，法蘭西政府同意不會使用否決權禁止阿爾多布蘭迪尼在這次秘密會議裡暗中支持的保祿·埃米廖·扎基亞接任教宗。
當樞機團完成首輪投票後，在這次秘密會議中代表西班牙國王腓力三世的方濟各·德·阿比拉·伊·克斯曼宣佈腓力三世動用否決權，禁止巴龍紐斯成為新教宗。巴龍紐斯在1605年出版的著作《教會年鑑》其中一冊裡批評西班牙君主干預教會事務，西班牙政府於是禁止任何出版商出版巴龍紐斯這一冊書。一些忠於西班牙的樞機對巴龍紐斯被禁止出任教宗表示不滿。斐理伯·斯平內利對此感到輕蔑，費德廉·博羅梅奧和方濟各·斯福爾扎亦被指對此決定感到生氣。
阿比拉宣告巴龍紐斯被禁止出任教宗一事令阿爾多布蘭迪尼和阿比拉兩人之間發生衝突。兩人均表示會在秘密會議裡待上最少一年，他們後來展開的第2波爭論令樞機團全體成員互相吵架和推撞。選舉場地外的民眾將這些吵架和推撞誤以為是樞機團透過「一致歡呼」而選出新教宗的信號。於是民眾將已經上鎖的門和窗戶打開，後來他們把窗戶和門關閉。
就在這個時候，西班牙方面希望威田南·尼尼奧·德·格瓦拉、阿斯卡尼奧·科隆納和安多尼·薩帕塔·伊·西斯內羅斯3位樞機會在選舉秘密會議完結前到場。然而三人最後沒有現身會場。同樣地，阿爾多布蘭迪尼希望道明·金納西會參與這次秘密會議。不過金納西直到選舉秘密會議完結亦沒有到場。原先缺席的方濟各·塞拉夫·馮·迪特里希施泰因樞機於3月19日到場。反西班牙陣營提醒迪特里希施泰因有關他曾收取克勉八世的好處一事，從而令他支持他們的陣營。然而忠於西班牙的若望·多里亞、嘉祿·高登雪·馬德魯佐和沃多阿爾多·法爾內塞最後能夠説服迪特里希施泰因放棄支持巴龍紐斯。
巴龍紐斯後來得到32張支持票，此時他距離獲選教宗仍欠9票。不過他拒絕透過拉票而當選教宗或以「一致歡呼」的形式接受選舉結果。由於隸屬阿爾多布蘭迪尼陣營的部分樞機認為巴龍紐斯是一個苛刻的人，阿爾多布蘭迪尼無法説服這些樞機投票支持巴龍紐斯。阿爾多布蘭迪尼在3月30日放棄推舉巴龍紐斯而提議其他樞機接任教宗。

## 選出新教宗
阿爾多布蘭迪尼陣營和蒙塔爾托陣營因為人數相同而令雙方在人數上均缺乏優勢。凱撒·巴龍紐斯和亞歷山大·屋大維·德·麥地奇在4月1日的第一次投票中分別得到28票和13票。法蘭西樞機方濟各·德·若約塞在這場秘密會議舉行期間一直尋求讓麥地奇當選教宗，而若約塞亦成功令蒙塔爾托支持麥地奇。蒙塔爾托和西班牙陣營結盟並支持托洛梅奧·加利奧出任新教宗。若約塞期望阿爾多布蘭迪尼會支持麥地奇，但阿爾多布蘭迪尼並沒有立刻這樣做。阿爾多布蘭迪尼先支持保祿·埃米廖·扎基亞。巴龍紐斯表示自己支持麥地奇並且敦促樞機團即時將他選為教宗。阿爾多布蘭迪尼在巴龍紐斯作出催促後終於贊成讓麥地奇繼任教宗。
阿爾多布蘭迪尼之後前往麥地奇的房間並發現房間內已經有超過三分之二的樞機選舉人在場，他們於是選出麥地奇為新教宗。法蘭西國王亨利四世為了讓麥地奇成為教宗而投放了一大筆金錢，亨利四世的王后和麥地奇屬同一家族。
當阿比拉得知麥地奇已被選為下任教宗的時候，他立刻下達禁止麥地奇成為教宗的命令及大聲抗議。有樞機在這個時候表示現時作出任何抗議都無法阻礙任何已被選為教宗的人接任教宗。麥地奇為了紀念他的外舅公教宗良十世而在當選後取名「良十一世」。額我略十三世在1583年的御前會議中擢升了19位新樞機，麥地奇是其中一位。麥地奇的當選令他成為這19位樞機中第4位成為教宗的人。

## 後續
法蘭西方面將良十一世的當選視作他們的勝利，而法蘭西支持者亦在羅馬的街道上慶祝。由於新教宗是法蘭西王后的親戚，所以法蘭西滿意這次秘密會議的選舉結果。
1605年4月2日，方濟各·斯福爾扎之後向外界宣佈新教宗已被選岀，良十一世加冕禮於8日後舉行。7天後，良十一世就任羅馬主教。
良十一世的任期在同年4月完結。70歲的他與公眾見面的時候得了感冒。他於4月27日辭世，結束自當選起計為期26天的教宗生涯。樞機團在5月8日召開另一次選舉秘密會議，推選新任教宗。

### 引用
1. 1 2 3 4 5 6 7 8 9 10  Adams, John Paul. . California State University, Northridge. 2015-11-18  [2018-05-30]. （原始内容存档于2018-05-30） （英语）.
2. ↑  Pitts, 2009, p. 196.
3. 1 2  Baumgartner, 2003, p. 138.
4. ↑  Pitts, 2009, p. 197.
5. ↑  Pitts, 2009, pp. 228-229.
6. 1 2 3  Baumgartner, 2003, p. 139.
7. 1 2  Hsia, 2005, p. 99.
8. ↑  Pattenden, 2017, p. 45.
9. ↑  Pattenden, 2017, p. 14.
10. ↑  Pattenden, 2017, p. 18.
11. ↑  Gauchat, 1935, p. 8.
12. ↑  Freiherr von Pastor, 1952, p. 4.
13. 1 2 3  Freiherr von Pastor, 1952, p. 5.
14. 1 2 3  Eubel & van Gulik, 1913, p. 51.
15. ↑  Freiherr von Pastor, 1952, p. 6.
16. ↑  Freiherr von Pastor, 1952, pp. 5-7.
17. 1 2  . The Vatican.   [2018-08-02]. （原始内容存档于2018-08-02） （英语）.
18. 1 2 3 4  Miranda, Salvador. . Florida International University.   [2018-06-04]. （原始内容存档于2018-06-04） （英语）.
19. 1 2 3 4 5 6 7 8 9 10 11 12 13 14 15 16  Miranda, Salvador. . Florida International University.   [2018-06-04]. （原始内容存档于2018-06-04） （英语）.
20. 1 2 3 4  Miranda, Salvador. . Florida International University.   [2018-06-04]. （原始内容存档于2018-06-04） （英语）.
21. 1 2 3 4 5 6 7 8 9 10 11 12 13  Miranda, Salvador. . Florida International University.   [2018-05-30]. （原始内容存档于2018-05-30） （英语）.
22. 1 2 3 4 5 6 7 8 9 10 11 12 13  Miranda, Salvador. . Florida International University.   [2018-06-01]. （原始内容存档于2018-06-01） （英语）.
23. 1 2 3 4  Miranda, Salvador. . Florida International University.   [2018-06-05]. （原始内容存档于2018-06-05） （英语）.
24. 1 2 3 4 5 6 7 8 9 10  Miranda, Salvador. . Florida International University.   [2018-06-01]. （原始内容存档于2018-06-01） （英语）.
25. 1 2 3 4  Miranda, Salvador. . Florida International University.   [2018-06-06]. （原始内容存档于2018-06-06） （英语）.
26. 1 2 3 4 5 6 7 8 9  Miranda, Salvador. . Florida International University.   [2018-06-06]. （原始内容存档于2018-06-06） （英语）.
27. 1 2 3  Miranda, Salvador. . Florida International University.   [2018-06-09]. （原始内容存档于2018-06-09） （英语）.
28. 1 2 3 4 5 6 7 8  Miranda, Salvador. . Florida International University.   [2018-06-06]. （原始内容存档于2018-06-06） （英语）.
29. 1 2 3 4 5 6 7 8 9 10 11 12 13 14 15 16 17 18 19 20 21 22 23 24 25 26 27 28  Miranda, Salvador. . Florida International University.   [2018-06-01]. （原始内容存档于2018-06-01） （英语）.
30. 1 2 3 4 5 6 7 8 9 10 11 12 13 14 15 16 17 18 19 20 21 22 23 24 25  Miranda, Salvador. . Florida International University.   [2018-06-01]. （原始内容存档于2018-06-01） （英语）.
31. 1 2 3 4 5 6 7 8 9 10 11 12 13 14 15 16 17 18 19 20 21 22 23 24 25 26 27 28 29 30 31 32 33  Miranda, Salvador. . Florida International University.   [2018-06-01]. （原始内容存档于2018-06-01） （英语）.
32. ↑  Miranda, Salvador. . Florida International University.   [2018-06-17]. （原始内容存档于2018-06-17） （英语）.
33. 1 2 3 4  Miranda, Salvador. . Florida International University.   [2018-06-09]. （原始内容存档于2018-06-09） （英语）.
34. 1 2 3 4  Miranda, Salvador. . Florida International University.   [2018-06-09]. （原始内容存档于2018-06-09） （英语）.
35. ↑  Miranda, Salvador. . Florida International University.   [2018-06-01]. （原始内容存档于2018-06-01） （英语）.
36. ↑  Freiherr von Pastor, 1952, pp. 7-8.
37. 1 2 3  Walsh, 2003, p. 125.
38. ↑  Freiherr von Pastor, 1952, p. 7.
39. 1 2  Baumgartner, 2003, pp. 139-140.
40. ↑  Freiherr von Pastor, 1952, pp. 8-9.
41. ↑  Freiherr von Pastor, 1952, p. 13.
42. 1 2 3 4 5  Baumgartner, 2003, p. 140.
43. ↑  Freiherr von Pastor, 1952, p. 16.
44. 1 2  Freiherr von Pastor, 1952, p. 15.
45. ↑  Signorotto & Visceglia, 2002, pp. 121-122.
46. 1 2 3  Freiherr von Pastor, 1952, p. 17.